# Ailuk
Ailuk és un atol de 55 illots que pertany a les Illes Marshall amb una població de 339 habitants aproximadament a inicis de 2011.
Es troba a 230 milles nàutiques al nord de Majuro, la capital de les Illes Marshall.

## Història
La primera observació registrada de l'atol d'Ailuk per part dels europeus va ser per l'expedició espanyola de Miguel López de Legazpi el 10 de gener de 1565. Va ser representada com a "Los Placeres" (Els plaers en espanyol). Dos dels seus illots van ser traçats com a "San Pedro" i "San Pablo", sent aquests els noms del vaixell insígnia ("capitana") i "almiranta". (vaixell secundari o vaixell de l'Almirall)
L'atol d'Ailuk va ser reclamat per l'Imperi alemany juntament amb la resta de les Illes Marshall el 1884, i els alemanys hi van establir un lloc comercial avançat. Després de la Primera Guerra Mundial, l'illa va quedar sota el Mandat del Pacífic Sud de l'Imperi del Japó. Després del final de la Segona Guerra Mundial, va quedar sota el control dels Estats Units com a part del Territori en Fideïcomís de les Illes del Pacífic fins a la independència de les Illes Marshall el 1986.